# Патрик, Дороти
До́роти Па́трик (англ. Dorothy Patrick; 3 июня 1921 — 31 мая 1987) — канадо-американская актриса кино и телевидения, фотомодель.

## Биография
Доротея Уилма Дэвис (настоящее имя актрисы) родилась 3 июня 1921 года в городке Сен-Бонифас (Манитоба, Канада). Её родителей звали мистер и миссис Роберт Е. Дэвис. Ещё будучи подростком, Дороти работала фотомоделью для каталогов магазинов Creed's, Hudson's Bay и Sears Canada.
В 1938 году 17-летняя Дороти вместе со своей «закулисной» матерью Евой иммигрировали в США. Они поселились в изысканном квартале Тюдор-сити в районе Ист-Сайд (Манхэттен, Нью-Йорк). Дороти устроилась фотомоделью к актёру и основателю модельного агентства Джону Пауэрсу (1892—1977). Её можно было увидеть на подиумах салонов высокой моды, она снималась для ряда модных и развлекательных журналов.
В 1939 году Дороти выиграла состязание талантов Сэмюэла Голдвина «Врата в Голливуд». Получив контракт, Дороти с матерью, мужем и сыном-младенцем отправилась на другой конец страны, в Голливуд. Они поселились в городе Калвер-Сити. В том же году девушка впервые появилась на экранах: в короткометражном фильме «Для вашего удобства» она сыграла маленькую роль фотомодели без указания в титрах. Следующий раз Дороти снялась в кино лишь пять лет спустя, затем с 1944 по 1956 год снималась много и непрерывно: за эти двенадцать лет актриса появилась в шестидесяти фильмах и сериалах. В 1956 году её карьера актрисы была окончена, Патрик посвятила себя воспитанию двоих сыновей-подростков и вернулась в Нью-Йорк, поселившись в его пригороде. В 1961 году Дороти вернулась в Калифорнию, поселившись в Западном Голливуде. Позднее она лишь единожды, в 1966 году, появилась в ленте «Поющая монахиня», и то в небольшой роли без указания в титрах.
Дороти Патрик скончалась 31 мая 1987 года, не дожив трёх дней до своего 66-го дня рождения, в Медицинском центре Калифорнийского университета Лос-Анджелеса им. Рональда Рейгана в Уэствуде (Лос-Анджелес). Причиной смерти стал рак. Похоронена актриса на Вествудском кладбище.

### Личная жизнь
- В апреле 1939 года 17-летняя Дороти Дэвис вышла замуж за известного хоккеиста Линна Патрика[англ.][6] (1912—1980). Два года спустя последовал развод, от брака остался сын Лес Патрик[5] (1939—1996), а также фамилия на всю жизнь.
- В 1943 году Патрик вышла замуж второй раз, её избранником стал «звёздный стоматолог» из Беверли-Хиллз доктор Стерлинг Тревлинг Боуэн. В 1948 году последовал развод, от этого брака также остался сын, которому дали имя Терри Боуэн[5] (род. 1944).
- 16 марта 1955 года Патрик вышла замуж третий раз, её избранником стал мужчина по имени Дж. Хью Дэвис. Брак продолжался восемь лет, после чего последовал очередной развод, детей у них не было.
- 18 апреля 1976 года Патрик вышла замуж четвёртый раз, её избранником стал мужчина по имени Гарольд Хаммермен. Пара прожила вместе одиннадцать лет до самой смерти актрисы, детей у них не было.

## Избранная фильмография

### Широкий экран
- 1944 — Вступайте в ряды армии[англ.] / Up in Arms — Девушка Голдвина[англ.] (в титрах не указана)
- 1946 — Пока плывут облака[англ.] / Till the Clouds Roll By — Ева Керн
- 1947 — Могучий Макгурк[англ.] / The Mighty McGurk — Каролина Гленсон
- 1947 — Новый Орлеан[англ.] / New Orleans — Мирали Смит
- 1947 — Высокая стена / High Wall — Хелен Кенет
- 1949 — Следуй за мной тихо / Follow Me Quietly — Энн Гормен
- 1949 — Приходи в конюшню[англ.] / Come to the Stable — Китти Блейн
- 1950 — Дом у реки / House by the River — Эмили Гонт
- 1950 — 711 Оушен Драйв / 711 Ocean Drive — Труди Максвелл
- 1950 — Белокурая бандитка / The Blonde Bandit — Глория Делл
- 1950 — Под мексиканскими звёздами[англ.] / Under Mexicali Stars — Маделина Веллингтон
- 1951 — Я увижу тебя в своих снах[англ.] / I'll See You in My Dreams — танцовщица (в титрах не указана)
- 1952 — Отступи, ад![англ.] / Retreat, Hell! — Ева О’Грейди
- 1952 — Поющие под дождём / Singin' in the Rain — билетёрша (в титрах не указана)
- 1952 — Скарамуш[англ.] / Scaramouche — Дори (в титрах не указана)
- 1952 — Зона боевых действий[англ.] / Battle Zone — девушка Дэнни (в титрах не указана)
- 1952 — Злые и красивые / The Bad and the Beautiful — Арлин (в титрах не указана)
- 1953 — Грустная песня / Torch Song — Марта
- 1954 — Мужчины сражающейся леди[англ.] / Men of the Fighting Lady — миссис Додсон (в титрах не указана)
- 1955 — Жестокая суббота / Violent Saturday — Хелен Мартин
- 1966 — Поющая монахиня[англ.] / The Singing Nun — миссис Мессеро (в титрах не указана)

### Телевидение
- 1952 — Небесный король[англ.] / Sky King — Сью Рейнольдс (в эпизоде The Man Who Forgot)
- 1952 — Большой городок[англ.] / Big Town — Донна Дарнелл (в эпизоде Paint Set)
- 1952, 1955 — Приключения Дикого Билла Хикока[англ.] / The Adventures of Wild Bill Hickok — разные роли (в 3 эпизодах)
- 1953 — Одинокий рейнджер[англ.] / The Lone Ranger — Вирджиния Элстон (в эпизоде Prisoner in Jeopardy)
- 1953—1954, 1956 — Театр звёзд Шлица[англ.] / Schlitz Playhouse of Stars — разные роли (в 4 эпизодах)
- 1954 — Шоу Джорджа Бёрнса и Грейси Аллен[англ.] / The George Burns and Gracie Allen Show — Элис Робертс (в эпизоде Burnses & Mortons Going to Hear Antonelli Concert)
- 1955 — Моя маленькая Марджи[англ.] / My Little Margie — Памела (в эпизоде Murder in Bermuda)
- 1955 — Письмо Лоретте[англ.] / Letter to Loretta — миссис Леонард (в эпизоде Katy)
- 1956 — Миллионер[англ.] / The Millionaire — Джун (в эпизоде The Story of Tom Mead; в титрах не указана)
- 1956 — Выбор народа[англ.] / The People's Choice — Джойс Ли (в эпизоде Sock and the Law)

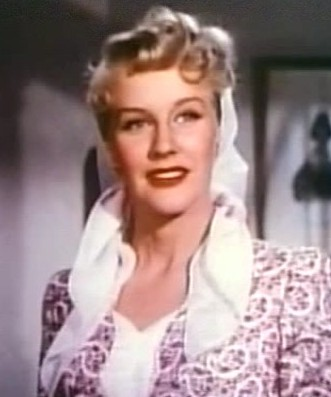
В фильме «Пока плывут облака[англ.]» (1946)
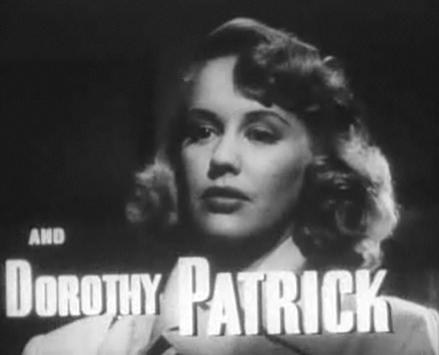
В фильме «Следуй за мной тихо» (1949)